# Hugo Dingler
Hugo Albert Emil Hermann Dingler (n. 7 iulie 1881, München, Imperiul German – d. 29 iunie 1954, München, RFG) a fost un om de știință și filozof german.
A adus și unele contribuții în domeniul matematicii, punând bazele geometriei tehnice aplicate.

## Biografia
Hugo Dingler a studiat matematica, filozofia și fizica la universitățile din Göttingen și München cu Felix Klein, Hermann Minkowski, David Hilbert, Edmund Husserl, Woldemar Voigt și Wilhem Roentgen. A absolvit Universitatea din München cu o teză sub supravegherea lui Aurel Voss. Dingler și-a câștigat doctoratul în matematică, fizică și astronomie în 1906. Consultantul său doctoral a fost Ferdinand von Lindemann. În 1910, prima încercare a lui Dingler de a câștiga statutul de Habilitat a eșuat. A doua încercare în 1912 a avut succes. Dingler a predat apoi ca Privat docent și a susținut cursuri de matematică, filozofie și istoria științei. A devenit profesor la Universitatea din München în 1920. Dingler a ocupat funcția de profesor ordinarius la Darmstadt în 1932. 
În 1934, la un an după ce naziștii au preluat puterea, Dingler a fost demis din funcția de învățător din motive încă neclare. Dingler însuși a spus unor intervievatori că acest lucru se datorează scrierilor sale favorabile referitoare la evrei. De fapt, au fost remarcate atât declarațiile filosemice cât și antisemite ale lui Dingler.
Din 1934 până în 1936 a ocupat din nou o poziție didactică. 
În 1940, Dingler s-a alăturat partidului nazist și a primit din nou o funcție didactică. 

## Scrieri
- 1911: Die Grundlagen der angewandten Geometrie
- 1933: Die Grundlagen der Geometrie
- 1952: Über Geschichte und Wesen des Experiments.